# 무코가와 신호장
무코가와 신호장(일본어: 武庫川信号場, むこがわしんごうじょう)은 일본 효고현 니시노미야시에 있는 한신 전기철도 본선의 신호장이다.
무코가와 역 서쪽에 있는 본선과 무코가와 선을 연결하는 연결선이 분기한다.

## 역 구조
본선 상행선과 무코가와 선을 잇는 연결선이 본선 북쪽(상행선의 바깥쪽)에서 분기한다.
무코가와 선에서 운용되는 차량의 회송 시에만 사용되는 시설이며, 본 신호장에서 손님 접대는 없어 플랫폼이 없고, 분기기, 교통 신호는 원격 조작되기 때문에 신호소와 같은 건물도 없다. 또한, 본 신호장을 경유하여 무코가와 선과 본선을 직통하는 영업 열차는 존재하지 않는다.
과거는 상행선과 하행선을 연결하는 선도 존재하고, 무코가와 선으로 운용하는 차량의 출입은 모두 해당 신호장에서 처리되었다. 건늠선이 철거된 현재는 아마가사키 차고에서 출고되어 본선 하행선을 회송하는 과정에서 무코가와 선에 입선하는 차량은 고시엔 역의 입환선을 쓰고 회차되는 본선 상행선은 본 신호장으로 돌아가서 입선하는 형식으로 운용된다.
또한, 옛날에는 아침 출고와 밤 입고가 각 2회에서 하루 4회 사용되고 있었지만 현행 다이아에서는 1편성이 무코가와 선내에 야간 주박하는 관계로 아침의 아마가사키 차고 → 고시엔 역 → 무코가와 선 출고 회송과 저녁의 무코가와 선 → 아마가사키 차고의 입고 회송은 2번만 사용되고 있다.
연결선에는 중간에 2개소의 건널목이 존재하지만 통과 열차가 아침 저녁 시간대로 하루 2개 뿐이며 가장 서행으로 통과하고, 무코가와 역에 인접한 담당자가 바로 가까이에 있어 이 건널목에서 궤도 내에 함부로 사람이 들어가지 않도록 철길 쪽을 막기 위한 수동으로 개폐할 수 있는 담장 모양의 문이 설치되어 있고 열차의 운행 때만 담당자가 현장에서 수동으로 문을 조작한다. 스위치백의 끝은 과거 궤도가 동서로 2개 나눠졌지만, 서쪽에만 입환선으로 남아 있다.
무코가와 ~ 고시엔 역 구간의 고가화 공사에 따라 본선이 임시선으로 옮겨진 관계로 공사 중에는 분기 위치가 고베 쪽으로 변경되었다. 또한, 본선이 고가화되었지만 무코가와 신호장은 고가화되지 못한 채로 분기 위치는 되돌리면서 본선은 무코가와 역을 지나면 일단 하구배가 되어, 무코가와 신호장을 경계로 다시 상구배가 된 고가선으로 가는 형태이다.

## 역사
- 1943년 11월 21일: 무코가와 선의 개업과 동시에 설치. 당시에는 하행선 쪽에서 바다 쪽으로 갈라졌음.
- 세월 불명: 상행선 쪽에서 산쪽으로 분기(현재 위치에서 무코가와 역 근처로 이전).
- 세월 불명: 현재의 위치로 이전됨.
- 2011년 3월: 무코가와 ~ 고시엔 역 구간의 고가화 준비 공사에 따라 본선 상행선의 임시선으로 이행됨.
- 2017년 3월 18일: 본선 고가화 완료에 따라 선로 전환의 분기 위치가 2011년 3월의 이전 위치로 돌아가게 됨.

## 인접역
| 한신 전기철도 ■ 본선       | 한신 전기철도 ■ 본선 | 한신 전기철도 ■ 본선       |
| -------------------------- | -------------------- | -------------------------- |
| HS 12 무코가와 우메다 방면 |                      | 나루오 HS 13 신카이치 방면 |